# Nigéria az 1956. évi nyári olimpiai játékokon
Nigéria az ausztráliai Melbourne-ben és a svédországi Stockholmban megrendezett 1956. évi nyári olimpiai játékok egyik részt vevő nemzete volt. Az országot az olimpián 1 sportágban 10 sportoló képviselte, akik érmet nem szereztek.

## Atlétika
Férfi
| Versenyző                                             | Versenyszám     | Előfutam | Előfutam | Negyeddöntő | Negyeddöntő | Elődöntő | Elődöntő | Döntő   | Döntő    |
| Versenyző                                             | Versenyszám     | Idő      | Hely.    | Idő         | Hely.       | Idő      | Hely.    | Idő     | Helyezés |
| ----------------------------------------------------- | --------------- | -------- | -------- | ----------- | ----------- | -------- | -------- | ------- | -------- |
| Edward Ajado                                          | 100 m           | 10,8     | 1.       | 10,9        | 5.          | kiesett  | kiesett  | kiesett | kiesett  |
| Titus Erinle                                          | 100 m           | 10,9     | 3.       | kiesett     | kiesett     | kiesett  | kiesett  | kiesett | kiesett  |
| Thomas Obi                                            | 100 m           | 11,0     | 5.       | kiesett     | kiesett     | kiesett  | kiesett  | kiesett | kiesett  |
| Abdul Karim Amu                                       | 400 m           | 49,4     | 5.       | kiesett     | kiesett     | kiesett  | kiesett  | kiesett | kiesett  |
| Titus Erinle Rafiu Oluwa Edward Ajado Abdul Karim Amu | 4 × 100 m váltó | kizárták | kizárták |             | kiesett     | kiesett  | kiesett  | kiesett |          |

| Versenyző       | Versenyszám | Selejtező | Selejtező | Döntő                    | Döntő                    |
| Versenyző       | Versenyszám | Eredmény  | Helyezés  | Eredmény                 | Helyezés                 |
| --------------- | ----------- | --------- | --------- | ------------------------ | ------------------------ |
| Julius Chigbolu | Magasugrás  | 192 cm    | =4.       | 200 cm                   | 9.                       |
| Vincent Gabriel | Magasugrás  | 192 cm    | 22.       | 192 cm                   | 19.                      |
| Karim Olowu     | Távolugrás  | 729 cm    | 10.       | 736 cm                   | 5.                       |
| Rafiu Oluwa     | Távolugrás  | 653 cm    | 29.       | kiesett                  | kiesett                  |
| Paul Engo       | Hármasugrás | 14,81 m   | 22.       | 15,03 m                  | 17.                      |
| Peter Esiri     | Hármasugrás | 14,93 m   | =16.      | érvényes kísérlet nélkül | érvényes kísérlet nélkül |